# Xavi Quintillà
Xavier "Xavi" Quintillà, né le 23 août 1996 à Lérida en Espagne, est un footballeur espagnol qui évolue au poste d'arrière gauche.

## Biographie

### Jeunesse et formation
Natif de Lérida en Espagne, Xavi Quintillà rejoint le centre de formation du FC Barcelone en 2009, en provenance de l'UE Lleida. En juillet 2015, Quintillà est intégré à l'équipe B du FC Barcelone.

### Villarreal CF
En fin de contrat au FC Barcelone en septembre 2017, il rejoint librement le Villarreal CF, où il commence par évoluer dans l'équipe B. 
Il joue son premier match en équipe première le 1er novembre 2018, lors d'une rencontre de Coupe d'Espagne face à l'UD Almería, où il est titularisé (3-3). Quintillà fait sa première apparition en Liga le 30 mars 2019, face au Celta de Vigo. Il est titulaire et son équipe s'incline ce jour-là (3-2).
Le 11 avril 2019, il fait ses débuts en Coupe d'Europe, lors des quarts de finale de la Ligue Europa face au Valence CF (défaite 1-3).

### Norwich City
Le 18 août 2020 Xavi Quintillà est prêté pour une saison à Norwich City, qui vient d'être relégué en Championship. Lors de cette saison 2020-2021 il participe à la montée de Norwich en première division ainsi qu'au sacre du club, champion d'Angleterre de D2.

### CD Leganés
Le 9 juillet 2021, Xavi Quintillà est prêté avec option d'achat au CD Leganés.

### CD Santa Clara
Le 4 juillet 2022, Xavi Quintillà rejoint le Portugal afin de s'engager en faveur du CD Santa Clara. Il signe un contrat de deux ans .

## Vie personnelle
Xavi Quintillà est le frère de Jordi Quintillà, lui aussi footballeur.

## Palmarès

### En club
- Norwich City
  - Champion d'Angleterre de D2 en 2021.